# Mecanismos nacionales de prevención de la tortura
Los Mecanismos nacionales de prevención de la tortura son instituciones y grupos de trabajo independientes que visitan de forma periódica los lugares de privación de la libertad para prevenir la tortura y otros malos tratos en el marco del sistema establecido por el Protocolo Facultativo de la Convención contra la Tortura y otros tratos o penas crueles, inhumanos o degradantes.

## Situación por país

### Argentina
Argentina ratificó el Protocolo Facultativo de la Convención contra la Tortura en noviembre de 2004.
En 2013 se creó el Comité Nacional para la Prevención de la Tortura (CNPT) como Mecanismo Nacional de Prevención de la Tortura, en el ámbito del Poder Legislativo Nacional. Este organismo comenzó a funcionar en 2017.
Asimismo se creó el Sistema Nacional de Prevención de la Tortura con Mecanismos Locales de Prevención que funcionan en las provincias y en la Ciudad Autóma de Buenos Aires. Por ejemplo, en la Ciudad Autónoma de Buenos Aires este Mecanismo Local depende de la Defensoría del Pueblo, y en la Provincia de Buenos Aires depende de la Comisión Provincial por la Memoria.
Además, a nivel nacional fue designada la Procuración Penitenciaria Federal como Mecanismo Local para personas privadas de la libertad en jurisdicción federal.